# Deutsches Zentrum für Lungenforschung
Das Deutsche Zentrum für Lungenforschung (DZL) ist ein vom Bundesministerium für Bildung und Forschung (BMBF) initiierter Verbund, der Wissenschaftler an fünf Standorten vernetzt und sich mit acht Krankheitsgebieten der Lungenforschung befasst.

## Mission
Ziel des DZL ist es, durch einen neuartigen integrativen Ansatz Antworten auf offene Fragen in der Erforschung von Lungenkrankheiten zu finden. Dadurch soll ein wesentlicher Beitrag zu verbesserter Vorsorge, Diagnose, individualisierter Therapie und optimaler Patientenversorgung geleistet werden. Im Mittelpunkt steht eine eng mit der klinischen Praxis verzahnte Grundlagenforschung. In einem bidirektionalen Prozess sollen Ergebnisse der Grundlagenforschung schnell in die klinische Medizin übertragen (translationale Medizin) als auch in der Klinik gewonnene Gewebeproben in einer Biobank gesammelt und in der Grundlagenforschung verwendet werden.

## Krankheitsfelder
Im DZL werden acht Krankheitsfelder erforscht:
- Asthma und Allergie
- Chronisch obstruktive Lungenerkrankung (COPD)
- Lungenkrebs
- Zystische Fibrose (Mukoviszidose) und Bronchiektasen
- Lungenentzündung und akutes Lungenversagen
- Pulmonale Hypertonie (Lungenhochdruck)
- Diffus parenchymatöse Lungenerkrankungen (DPLD)
- Regeneration und Organersatz

Hinzu kommen zwei Plattformen (Biobank und Bildgebung) sowie vier übergreifende Arbeitsgruppen.

## Gründung
Die Gründungsveranstaltung am 14. November 2011 als eingetragener Verein schloss eine etwa zweijährige Initiationsphase ab, in deren Verlauf die besten wissenschaftlichen Konzepte in einem Begutachtungsverfahren durch ein internationales Expertengremium ermittelt wurden. Bereits am 9. Juni 2011 stellte Bundesforschungsministerin Annette Schavan das DZL als eines der vier neuen Deutschen Zentren der Gesundheitsforschung (DZG) vor.

## Struktur und Mitglieder
Das DZL vernetzt Wissenschaftler an fünf Standorten, die wiederum mehrere universitäre und außeruniversitäre Partnerinstitutionen umfassen. Die wissenschaftliche Gesamtkoordination übernimmt Werner Seeger, der zugleich Vorsitzender des Vereins DZL e. V. ist. Projektträger ist das Helmholtz Zentrum München.
Übersicht der fünf Standorte:
- Airway Research Center North (ARCN),[5] Direktor: Klaus F. Rabe[6]
  - Forschungszentrum Borstel – Leibniz-Zentrum für Medizin und Biowissenschaften
  - Universität zu Lübeck
  - Christian-Albrechts-Universität zu Kiel
  - LungenClinic Grosshansdorf

- Biomedical Research in End-stage and Obstructive Lung Disease Hannover (BREATH),[7] Direktorin: Gesine Hansen[8]
  - Medizinische Hochschule Hannover
  - Fraunhofer-Institut für Toxikologie und Experimentelle Medizin (ITEM), Hannover
  - Gottfried Wilhelm Leibniz Universität Hannover, Forschungsstelle für Gesundheitsökonomie

- Universities of Giessen and Marburg Lung Center (UGMLC),[9] Direktor: Werner Seeger[10]
  - Justus-Liebig-Universität Gießen
  - Philipps-Universität Marburg
  - Max-Planck-Institut für Herz- und Lungenforschung, Bad Nauheim

- Translational Lung Research Center Heidelberg (TLRC),[11] Direktor: Hans-Ulrich Kauczor[12]
  - Ruprecht-Karls-Universität Heidelberg
  - Universitätsklinikum Heidelberg
  - Thoraxklinik Heidelberg
  - Deutsches Krebsforschungszentrum (DKFZ), Heidelberg
  - Europäisches Laboratorium für Molekularbiologie (EMBL), Heidelberg

- Comprehensive Pneumology Center Munich (CPC-M),[13] Direktor: Ali Önder Yildirim[14]
  - Helmholtz Zentrum München, Deutsches Forschungszentrum für Gesundheit und Umwelt
  - Ludwig-Maximilians-Universität München
  - LMU Klinikum
  - Asklepios Fachkliniken München-Gauting

Darüber hinaus hat das DZL neun assoziierte Partner:
- Berliner Institut für Gesundheitsforschung
- CAPNETZ-STIFTUNG
- COSYCONET (German COPD and Systemic Consequences – Comorbidities Network)
- Nationale Gesundheitsstudie (NAKO) e. V.
- PROGNOSIS (The Prospective German Non-CF-Bronchiectasis Registry)
- PROGRESS (Pneumonia Research Network an Genetic Resistance and Susceptibility for the Evolution of Severe Sepsis)
- Robert-Koch-Institut
- Universitätsklinikum Schleswig-Holstein – Campus Kiel
- Universitätsklinikum Schleswig-Holstein – Campus Lübeck

## Finanzierung
Das DZL wird zu 90 % aus Bundesmitteln finanziert. 10 % tragen die Bundesländer, in denen die jeweiligen Partnerinstitute angesiedelt sind. 2024 begann nach erneuter erfolgreicher Evaluierung die vierte Förderperiode des DZL.